# Antonio María Álvarez Tomás
Antonio María Álvarez Tomás (Océano Atlántico, 9 de febrero de 1785 - Madrid, 19 de abril de 1848) fue un militar español, Capitán general de Aragón durante la minoría de edad de Isabel II de España.
Era hijo de un brigadier y nació a bordo de la fragata Nuestra Señora de la Piedad cuando iba de Cádiz a Buenos Aires. Ingresó en el ejército como cadete en 1790 y 1797 se trasladó a Ferrol, fue ascendió a subteniente. En 1802 fue trasladado a Montevideo y fue agregado de ingenieros en la isla de Chiloé en 1804. 1811 formó parte de las tropas realistas que se enfrentaron a los rebeldes criollos, en 1812 fue ascendido a teniente coronel y en 1814 a coronel, luchando en Salta y en Viluma. Fue ascendió a brigadier en 1815 y, en enero de 1817 fue nombrado gobernador de la provincia de Tarija por el brigadier José de la Serna, pero declinó a fin de mes por mal estado de salud; fue segundo comandante del Cusco en 1818 y gobernador de Charcas, Cusco y Potosí (1821), cargos que ocupó hasta la capitulación de Cusco en diciembre de 1824.
Ascendido a mariscal de campo, volvió a la Península y permaneció en cuartel hasta que en 1832 fue nombrado gobernador de Gerona y después de Málaga. En mayo de 1834 fue nombrado comandante general de Córdoba, cargo que dejó en diciembre para ejercer el mismo cargo en Jaca. El 11 de marzo de 1835 fue nombrado Capitán General de Aragón, cargo del que dimitió el 7 de junio. Fue a Cataluña a luchar en la primera guerra carlista y después fue nombrado capitán general de Castilla la Vieja (1 de septiembre de 1836), Castilla la Nueva (18 de diciembre), Granada y Jaén (17 de enero de 1839), Extremadura (21 de mayo de 1840) y nuevamente de Granada (24 de noviembre de 1840).
Antonio María Álvarez fue senador por la provincia de Málaga en 1841, 1842 y 1843 y por la provincia de Badajoz en 1843.